# Szentimreváros
Szentimreváros ([ˈsɛntimɾɛvaːɾoʃ]) est un quartier de Budapest, situé dans le 11e arrondissement.

## Périmètre
Selon l'arrêté du 12 décembre 2012 (94/2012. (XII. 27.), annexe 31) de l'assemblée métropolitaine de Budapest, le périmètre du quartier est le suivant : de Ménesi út à partir d'Alsóhegy utca-Mányoki út-Kelenhegyi út-Szent Gellért tér-Bartók Béla út-Móricz Zsigmond körtér-Fehérvári út-Bocskai út-Karolina út-Alsóhegy utca jusqu'à Ménesi út.

## Histoire
Le quartier existe sous le nom de Szentimreváros entre la création du 11e arrondissement en 1930 et 1950. Le toponyme provient de l'Église Saint-Aymeric tenu par l'Ordre cistercien et le lycéen adjacent. Il retrouve cette dénomination en 2007 par décision de l'Assemblée métropolitaine de Budapest. 
Le site est à l'origine occupé par des terres agricoles qui se sont urbanisées principalement entre l'actuel Szent Gellért tér et Móricz Zsigmond körtér. Désormais desservie par la ligne  , à proximité de plusieurs établissements universitaires, cette zone est promise à devenir un haut lieu de la vie culturelle budapestoise au sud de Buda.

## Patrimoine urbain

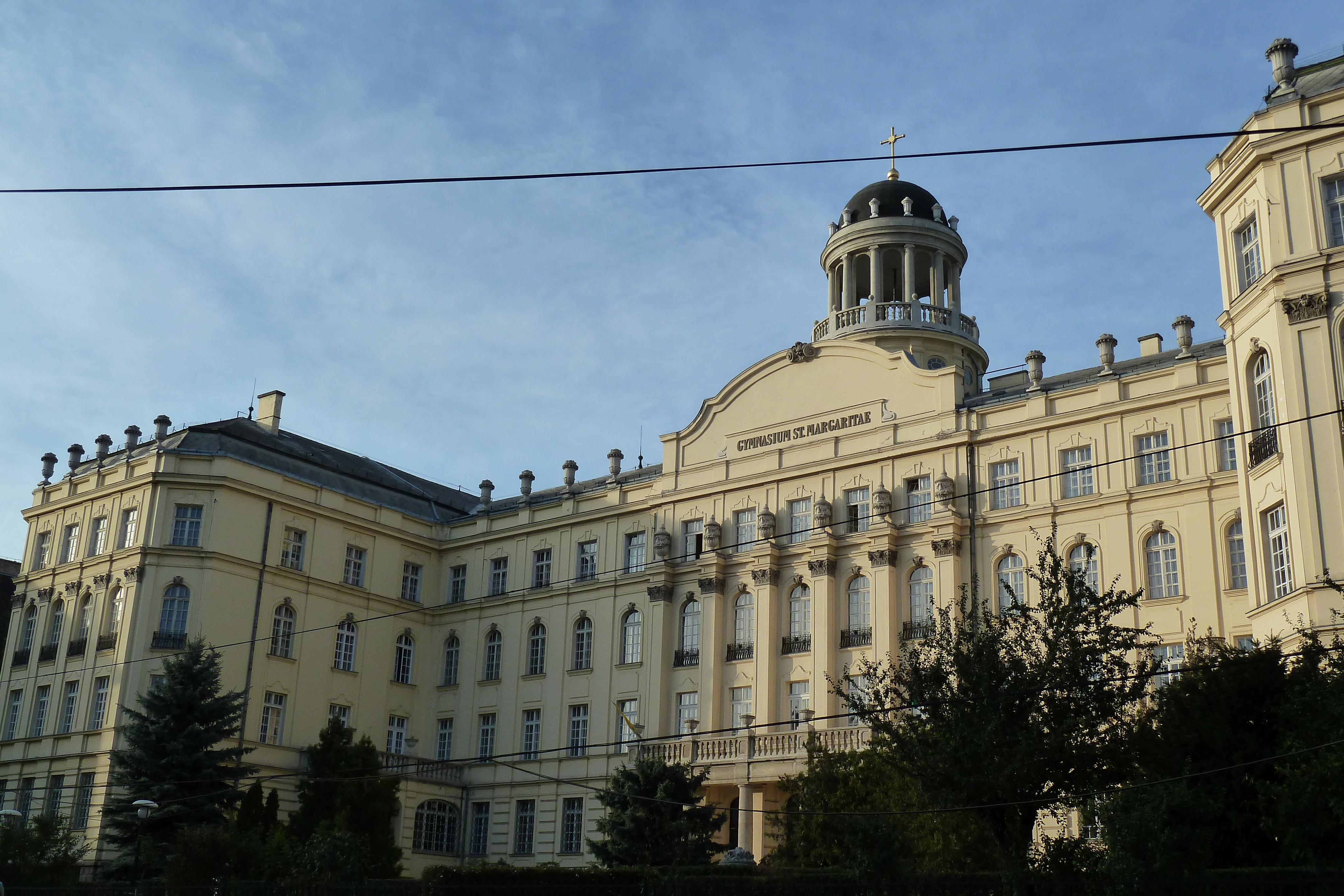
Le lycée Sainte-Marguerite.

À l'entrée nord-est du quartier, l'on trouve l'un des monuments le plus emblématique de Budapest : l'Hôtel Gellért qui héberge en son sein les thermes du même nom. 
Outre quelques immeubles classés de Bartók Béla út, l'autre groupe d'édifices remarquables se trouve entre le lac Feneketlen et le Gellért-hegy : l'Église Saint-Aymeric, le lycée Saint-Aymeric et le lycée Sainte-Marguerite. 
Sur les hauteurs résidentielles du quartier, l'imposant Collège István Bibó se situe à quelques encablures de l'arboretum de Villányi út.